# 山田孝之
山田 孝之（やまだ たかゆき、1983年〈昭和58年〉10月20日 - ）は、日本の 俳優、声優、ナレーター、歌手、タレント、映画監督、映画プロデューサー。
沖縄県那覇市生まれ、鹿児島県川内市（現：薩摩川内市）出身。スターダストプロモーション所属。

## 略歴
- 1998年、川内市立川内南中学校3年の2学期終業後に、家族で鹿児島から上京[7]。
- 1999年、10月から放送されたドラマ『サイコメトラーEIJI2』（日本テレビ）で俳優デビュー。
- 2002年、シングル『真夏の天使 〜All I want for this Summer is you〜』でCDデビュー。この曲はドラマ『大好き!五つ子4』の主題歌になり、自身もこのドラマにゲスト出演。
- 2003年、『WATER BOYS』（フジテレビ）でテレビドラマ初主演。
- 2004年、エランドール賞新人賞受賞。東京地下鉄初代イメージキャラクターにも選ばれる（東京地下鉄のイメージキャラクターでは男性は山田が2017年現在唯一）。
- 2005年、『電車男』で映画初主演。厳密には、2003年に製作され2004年に公開された日米合作映画『ジェニファ 涙石の恋』も山田の主演作であるが、名実共に単独で主演した映画は『電車男』が初めてである。
- 2007年、秋に公開された映画『クローズZERO』からワイルドな役を演じるようになり、『イキガミ』『クローズZERO II』『BOSS』などでは長髪と無精髭でそれまでとは違った一面を見せた。なお『クローズZERO』では第50回（2007年度）ブルーリボン賞助演男優賞に20代でただ一人ノミネートされた。
- 2010年8月5日、都内のホテルで行なわれた映画『GANTZ』の製作報告会見において出演の経緯を明かした。別の映画を撮影中の山田が、隣で行なわれていた『GANTZ』の衣装合わせの場にやって来て「うわぁ〜、GANTZだ〜、いいなぁ〜」と言ったところ佐藤貴博プロデューサーから「じゃぁ、出てくださいよ〜」と言われたことで出演が決まったという[8][9]。同年9月、映画『十三人の刺客』がコンペティション部門に出品された第67回ヴェネツィア国際映画祭に三池崇史監督、役所広司らと参加した[10]。
- 2010年10月28日付のアメリカ・エンターテインメントメディア『ハリウッド・リポーター』において「世界の注目俳優10人」の1人として紹介された（日本人では山田のみ）[11]。
- 2011年、ニューヨーク・アジア映画祭（英語版）において「スター・アジア・ライジング・スター賞（Star Asia Rising Star Award）」を日本人として初めて受賞した[12][13]。
- 2012年
  - 第34回（2012年度）ヨコハマ映画祭助演男優賞受賞（『その夜の侍』『のぼうの城』『悪の教典』）[14]。
  - 第17回（2012年度）日本インターネット映画大賞日本映画部門助演男優賞受賞（『その夜の侍』『のぼうの城』『悪の教典』）[15][16]。
- 2014年、ミュージカル『フル・モンティ』（1月31日 - 2月16日、東京フォーラム。演出：福田雄一）で主演、初舞台を踏む[17]。
- 2016年
  - TEEの「恋のはじまり」でMV初監督を務める[18]。
  - 9月1日、トランスコスモス株式会社と共同で、ECプラットフォーム「me&stars」を運営する「ミーアンドスターズ株式会社」を設立し、取締役CIO（Chief Innovation Officer）に就任した[19][20]
  - 9月21日、赤西仁とユニット「JINTAKA」（）を結成し、シングル『Choo Choo SHITAIN』でCDデビュー[21]。
- 2019年
  - 綾野剛および内田朝陽とともにバンド"THE XXXXXX"を結成し、1stアルバム『THE XXXXXX』をデジタル配信しライブを開催[22]。
- 2021年
  - 2021年6月19日にフジテレビの特番『まっちゃんねる』内として放送された『ドキュメンタル』のスピンオフ企画『イケメンタル』シーズン1（第1回目）に参戦し、優勝を果たした。

## 人物

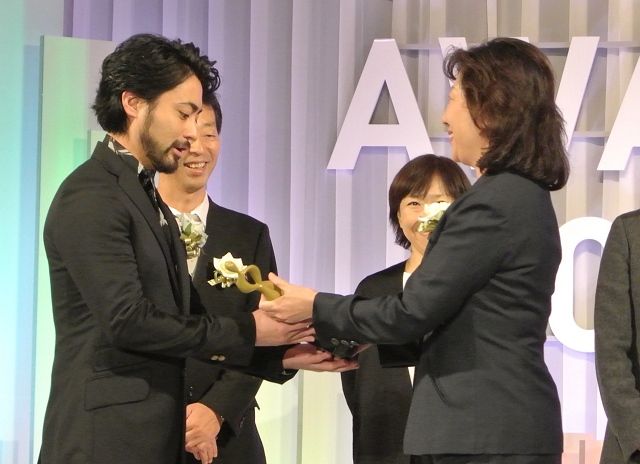
2017年、東京ドラマアウォード授賞式にて

- デビュー前の山田は、スカウトマンが女の子と間違えるほどの美少年だったが、自身はそれにコンプレックスを抱いていた。そのため、男らしくなりたいと、自身の顔を叩いてヒゲが濃くなるように努め、実際にヒゲが濃くなったのだという[23]。2010年夏クランクインの『のぼうの城』で戦国武将（大谷吉継）役を演じるにあたってヒゲ（もみあげ）を伸ばした頃は珍しがられたが[24]、その後も『闇金ウシジマくん』シリーズ[25]など自毛でヒゲキャラを演じ続けることでヒゲのイメージが定着した。
- 歌手のSAYUKIと女優の椿かおりは実姉である[26][27]。椿とは山田の主演映画『ミロクローゼ』で初共演を果たしている[28]が、偶然であり、撮影が全て終わった後に山田が監督だけに姉弟であることを明かした[29][30]。
- 高校に進学する気はなかったが、「どこでもいいから受験しろ」との担任の言葉に従い、あえて偏差値の低い高校を選び、同じ中学からは一番の不良と山田の2人だけが受験した[31]。受験生の半分が試験中に寝ていたため「絶対に受かる」と思ったが、3教科の試験の内、2教科が午前中に終わり昼休みに寝てしまい、そのうちに3教科目の試験が終了。3時間目の試験を受験しなかったため不合格になった[7]。
- 北海道テレビ「水曜どうでしょう」のファンである[32]。
- 2006年、スポニチ（2月15日）の報道にて、女優でモデルのChihoとの間に生後4か月の子どもがいることが発覚した[33]。その後、山田本人が公式サイトにて、「女性とは2年前から交際していた。妊娠を知り、結婚、出産について話し合いを重ねたが自分が父親になり、家庭を持ち、役者を続けていくこと、どうしても自分自身の中で折り合いがつかなかった」とし、結婚せずに山田が子どもの養育費・生活費を支払うことで相手側家族とも合意したと発表した（日刊スポーツ 2006年2月16日・公式サイト）。
- 2012年1月1日、かねて交際が報道されていた7歳年上の一般女性と約2年の交際の末、元日午前に都内区役所に婚姻届を提出した[34]。2012年10月に夫人の妊娠を発表[35]。2013年3月上旬に男児が誕生していたことを同月中旬に発表した[36][37]。
- 福田雄一が『勇者ヨシヒコと魔王の城』に主演起用した経緯について、『（福田自身は）かねてより、山田君がやってくれたら面白いのにという気持ちがあったが、全く前例のない冒険活劇であることや、キー局が他局よりやや低評価・低視聴率な傾向にあるテレビ東京であり、しかも深夜枠等の理由から、2011年初めの企画の時点で主演のキャスティングは難航していた。しかしダメ元で頼んでみようと、反則と承知の上であえて事務所を通さず、山田本人に直接メールで出演依頼をしたところ、「僕はやりたい仕事であれば、局や放映時間帯は全く問いません。詳しい話を聞かせて下さい。」とわずか数分後に返信が来た。その後、事務所も快く許可した。』と、『週刊現代』で連載中のコラム「妻の目を盗んでテレビかよ」第90回において述べている。また、同作はドラゴンクエストシリーズのパロディ要素を盛り込んだ作品のため、発売元のスクウェア・エニックスに許可を得る際には、監督をはじめ関係者と共に山田も同席し、作品の意図を説明した。同作品は好評を得て続編も制作された。
- 清野とおるの漫画『東京都北区赤羽』を元に、赤羽の住人との触れ合いを、監督の山下敦弘に撮影を依頼したという体裁で描いたモキュメンタリードラマ、『山田孝之の東京都北区赤羽』にて山下敦弘と共演。その後、「カンヌ国際映画祭出品を目指す」自主製作映画の製作を企画するにあたり再び山下と共演、この記録が2017年1月度に『山田孝之のカンヌ映画祭』のタイトルでドキュメントドラマ化された。
- 赤身の肉が好き。2017年4月中旬の夜、都内の焼肉店へ食べに行った際は「身体を鍛えるために赤身を食べる」と言って、ロースなど赤身の肉ばかり食べていた[38]。
- 2023年4月28日、Instagramのアカウントを削除したことをTwitterにて報告した。突然の出来事に驚きと心配の声が寄せられたが、山田は「フォロワー数が多かったため」と説明した[39]。
- 2023年末の時点で沖縄在住であることを公表している[40]。移住時期は数年前とのこと。
- 喫煙者である。

## 出演
太字は主演作品。

### テレビドラマ
- サイコメトラーEIJI2（1999年10月 - 12月、日本テレビ） - タカユキ 役 ※ドラマデビュー作
- 六番目の小夜子（2000年4月 - 6月、NHK教育） - 関根秋 役
- 大河ドラマ（NHK総合）
  - 葵 徳川三代 第34回 - 第36回（2000年8月27日 - 9月10日） - 竹千代（後の徳川家光） 役
  - どうする家康 第5回 - 第38回（2023年2月5日 - 10月8日）- 服部半蔵 役[41][42]
- ちゅらさんシリーズ（NHK総合） - 古波蔵恵達 役
  - ちゅらさん（2001年4月 - 9月）
  - ちゅらさん2（2003年3月 - 4月）
  - ちゅらさん3（2004年9月 - 10月）
- 示談交渉人甚内たま子“裏”ファイルシリーズ（TBS） - 甚内司 役
  - 示談交渉人甚内たま子裏ファイル（2001年6月18日）
  - 示談交渉人甚内たま子裏ファイル2（2002年6月24日）
  - 示談交渉人甚内たま子裏ファイル3（2004年1月19日）
- 恋がしたい恋がしたい恋がしたい（2001年7月 - 9月、TBS） - 青島渉 役
- ロング・ラブレター〜漂流教室〜（2002年1月 - 3月、フジテレビ） - 高松翔 役
- 大好き!五つ子4 第7話（2002年7月、TBS） - 永島純 役
- ランチの女王（2002年7月 - 9月、フジテレビ） - 牛島ミノル 役
- 陰陽師☆安倍晴明〜王都妖奇譚〜（2002年7月、フジテレビ） - 藤哉 役
- 実録 福田和子（2002年8月2日、フジテレビ） - 赤木広一 役
- 赤ひげ（2002年12月28日、フジテレビ） - 森半太夫 役
- はたち-1982年に生まれて-（2003年1月13日、フジテレビ） - 進藤竜二 役
- WATER BOYS（2003年7月 - 9月、フジテレビ） - 進藤勘九郎 役
- FIRE BOYS 〜め組の大吾〜（2004年1月 - 3月、フジテレビ） - 朝比奈大吾 役
- 世界の中心で、愛をさけぶ（2004年7月 - 9月、TBS） - 松本朔太郎 役
- H2〜君といた日々（2005年1月 - 3月、TBS） - 国見比呂 役
- 電車男 第1話（2005年7月7日、フジテレビ） - サラリーマン 役（ワンシーンのみ）
- スタートライン〜涙のスプリンター〜（2005年12月17日、フジテレビ） - 今井駿 役
- 白夜行（2006年1月 - 3月、TBS） - 桐原亮司 役
- タイヨウのうた（2006年7月 - 9月、TBS） - 藤代孝治 役
- BOSS 第4話 - 第5話（2009年5月7日 - 14日、フジテレビ） - 田島慎吾 役
- わが家の歴史 第二夜（2010年4月10日、フジテレビ） - 仲代達矢 役
- 闇金ウシジマくんシリーズ（毎日放送・TBS） - 丑嶋馨 役
  - 闇金ウシジマくん （2010年10月 - 12月）
  - 闇金ウシジマくん Season2（2014年1月 - 3月）
  - 闇金ウシジマくん Season3（2016年7月 - 9月）
  - 闇金ウシジマくん外伝 闇金サイハラさん 最終話（2022年12月）[43]
- ANOTHER GANTZ（2011年4月22日、日本テレビ） - 重田正光 役
- 勇者ヨシヒコシリーズ（テレビ東京） - ヨシヒコ 役
  - 勇者ヨシヒコと魔王の城（2011年7月 - 9月）
  - 勇者ヨシヒコと悪霊の鍵（2012年10月 - 12月）
  - 勇者ヨシヒコと導かれし七人（2016年10月 - 12月）
- 荒川アンダー ザ ブリッジ（2011年7月 - 9月、毎日放送・TBS） - 星 役
- アオイホノオ 第11話（2014年9月27日、テレビ東京） - モユルのライバルとなる男 役
- 信長協奏曲（2014年10月 - 12月、フジテレビ） - 伝次郎 役
- 山田孝之の東京都北区赤羽（2015年1月 - 3月、テレビ東京） - 本人役（ドキュメンタリードラマ）
- REPLAY & DESTROY（2015年4月 - 6月、毎日放送・TBS） - 横山要 役
- 山田孝之のカンヌ映画祭（2017年1月 - 3月、テレビ東京・テレビ大阪） - 本人役（ドキュメンタリードラマ）[44]
- 破獄（2017年4月12日、テレビ東京） - 佐久間清太郎 役[45]
- やれたかも委員会（2018年4月 - 6月、毎日放送・TBS） - オアシス 役
- コンフィデンスマンJP 第5話（2018年5月7日、フジテレビ） - ジョージ松原 役
- dele（2018年7月 - 9月、テレビ朝日） - 坂上圭司 役（菅田将暉とのW主演）[46]
- 今日から俺は!! 第6話（2018年11月18日、日本テレビ） - ソープランドの店員 役
- 光秀のスマホシリーズ（NHK総合）
  - 光秀のスマホ（2020年10月12日 - 28日） - 明智光秀 役[47]
  - 光秀のスマホ 歳末の陣（2020年12月25日）[48]
  - 土方のスマホ（2021年9月27日） - 近藤勇 役
  - 土方のスマホ 正月の陣（2022年1月2日）[49]
  - 義経のスマホ（2022年5月24日） - 童（わらべ）電話相談室の西行 役
  - 信長のスマホ（2023年2月7日 - 17日） -  明智光秀 役
  - 秀吉のスマホ（2023年5月29日 - 6月8日） -  天海 役
  - 家康と三成のスマホ（2023年9月5日 - 15日） -  天海 役
  - 紫式部のスマホ（2024年9月9日 - 19日） -  藤原元命 役
- 琉球歴史ドラマ「阿麻和利」（2024年2月7日−2月21日、RBC琉球放送） - 与勝大家 役[50]
- ダーウィンが行く!?（2024年8月20日、NHK総合） - 車の運転手 役[51]

### 映画
- ドラゴンヘッド（2003年8月30日公開、監督：飯田譲治） - 高橋ノブオ 役
- ジェニファ 涙石の恋（2004年6月5日公開、監督：三枝健起） - 荒木隆志 役
- 電車男（2005年6月4日公開、監督：村上正典） - 電車男 役
- 手紙（2006年11月3日公開、監督：生野慈朗） - 武島直貴 役
- そのときは彼によろしく（2007年6月2日公開、監督：平川雄一朗） - 遠山智史 役
- 舞妓Haaaan!!!（2007年6月16日公開、監督：水田伸生） - 修学旅行生 役（カメオ出演）
- クローズZEROシリーズ - 芹沢多摩雄 役
  - クローズZERO（2007年10月27日公開、監督：三池崇史）
  - クローズZERO II（2009年4月11日公開、監督：三池崇史）
- イキガミ（2008年9月27日公開、監督：瀧本智行） - 飯塚さとし 役
- 252 生存者あり（2008年12月6日公開、監督：水田伸生） - 重村誠 役
- 鴨川ホルモー（2009年4月18日公開、監督：本木克英） - 安倍明 役
- MW-ムウ-（2009年7月4日公開、監督：岩本仁志） - 賀来裕太郎 役 ※玉木宏とのダブル主演
- 大洗にも星はふるなり（2009年11月7日公開、監督：福田雄一） - 杉本 役
- シーサイドモーテル（2010年6月5日公開、監督：守屋健太郎） - 朝倉陽介 役
- 十三人の刺客（2010年9月25日公開、監督：三池崇史） - 島田新六郎 役
- 乱暴と待機（2010年10月9日公開、監督：冨永昌敬） - 番上貴男 役
- GANTZシリーズ - 重田正光 役
  - GANTZ（2011年1月29日公開、監督：佐藤信介）
  - GANTZ：PERFECT ANSWER（2011年4月23日公開、監督：佐藤信介）
- 太平洋の奇跡 -フォックスと呼ばれた男-（2011年2月11日公開、監督：平山秀幸） - 木谷敏男 役
- アンフェア the answer（2011年9月17日公開、監督：佐藤嗣麻子） - 村上克明 役
- 指輪をはめたい（2011年11月19日公開、監督：岩田ユキ） - 片山輝彦 役
- 荒川アンダー ザ ブリッジ THE MOVIE（2012年2月4日公開、監督：飯塚健） - 星 役
- 闇金ウシジマくんシリーズ - 丑嶋馨 役
  - 闇金ウシジマくん（2012年8月25日公開、監督：山口雅俊）
  - 闇金ウシジマくん Part2（2014年5月16日公開、監督：山口雅俊）
  - 闇金ウシジマくん Part3（2016年9月22日公開、監督：山口雅俊）
  - 闇金ウシジマくん ザ・ファイナル（2016年10月22日公開、監督：山口雅俊）
- BUNGO〜ささやかな欲望〜 告白する紳士たち 「握った手」（2012年9月29日公開、監督：山下敦弘） - 松夫 役
- のぼうの城（2012年11月2日公開、監督：犬童一心・樋口真嗣） - 大谷吉継 役
- 悪の教典（2012年11月10日公開、監督：三池崇史） - 柴原徹朗 役
- その夜の侍（2012年11月17日公開、監督：赤堀雅秋） - 木島宏 役
- ミロクローゼ（2012年11月24日公開、監督：石橋義正） - オブレネリ・ブレネリギャー 役、タモン 役、熊谷ベッソン 役
- らくごえいが 「ライフ・レート」（2013年4月6日公開、監督：松井一生） - 特殊能力を授かった男 役[52]
- 俺はまだ本気出してないだけ（2013年6月15日公開、監督：福田雄一） - 市野沢秀一 役
- 凶悪（2013年9月21日公開、監督：白石和彌） - 藤井修一 役
- 土竜の唄 潜入捜査官REIJI（2014年2月15日公開、監督：三池崇史） - 月原旬 役
- MONSTERZ モンスターズ（2014年5月30日公開、監督：中田秀夫） - 田中終一 役[53][54]
- 新宿スワン（2015年5月30日公開、監督：園子温） - 南秀吉 役
- バクマン。（2015年10月3日公開、監督：大根仁） - 服部哲 役
- 信長協奏曲（2016年1月23日公開、監督：松山博昭） - 羽柴秀吉 役
- テラフォーマーズ（2016年4月29日公開、監督：三池崇史） - 蛭間一郎 役[55]
- 何者（2016年10月15日公開、監督：三浦大輔） - サワ先輩 役[56]
- CINEMA FIGHTERS パラレルワールド（2017年6月1日公開、監督：河瀨直美） - 徹 役
- 映画 山田孝之3D（2017年6月16日公開、監督：松江哲明・山下敦弘） - 本人役
- 銀魂（2017年7月14日公開、監督：福田雄一） - エリザベス（声） 役
- ジョジョの奇妙な冒険 ダイヤモンドは砕けない 第一章（2017年8月4日公開、監督：三池崇史） - 片桐安十郎（アンジェロ） 役[57]
- 点（2017年9月23日公開、監督：石川慶） - 高志 役
- 50回目のファーストキス（2018年6月1日公開、監督：福田雄一） - 大輔 役 ※長澤まさみとのダブル主演[58]
- ハード・コア（2018年11月23日公開、監督：山下敦弘） - 権藤右近 役 ※兼プロデューサー
- ステップ（2020年7月17日公開[注 1]、監督：飯塚健） - 健一 役[59]
- 新解釈・三國志（2020年12月11日公開、監督：福田雄一） - 黄巾 役[62]
- はるヲうるひと（2021年6月4日公開[63]、監督：佐藤二朗） - 真柴得太 役[64]
- MIRRORLIAR FILMS Season1「さくら」（2021年9月17日公開、監督：安藤政信） - 主人公 役[65]
  - MIRRORLIAR FILMS Season2「The Little Star」（2022年2月18日公開、監督：紀里谷和明） - 主人公 役[66]
  - MIRRORLIAR FILMS Season5「MIMI」・「変哲の竜」（2024年5月31日公開、監督：榊原有佑〈MIMI〉・大橋裕之〈変哲の竜〉）[67][68]
- 唄う六人の女（2023年10月27日公開、監督：石橋義正） - 宇和島 役 ※竹野内豊とのダブル主演[69][70][71]
- 十一人の賊軍（2024年11月1日公開、監督：白石和彌） - 政 役 ※仲野太賀とのダブル主演[72][73]
- 正体（2024年11月29日公開、監督：藤井道人） - 又貫征吾 役[74]
- 聖☆おにいさん THE MOVIE〜ホーリーメン VS 悪魔軍団〜（2024年12月20日公開、監督：福田雄一）※兼プロデューサー[75]
- 新解釈・幕末伝（2025年12月19日公開予定、監督：福田雄一） - 桂小五郎 役[76]

### ネット配信ドラマ
- REPLAY & DESTROY（2011年11月、LISMO Channel(Video)） - 横山要 役 ※林遣都とのダブル主演[77]
- 闇金ウシジマくん（2014年3月、dビデオ powered by BeeTV） - 丑嶋馨 役
- 全裸監督（2019年8月、Netflix） - 村西とおる 役
  - 全裸監督2（2021年6月、Netflix） - 村西とおる 役
- 忍びの家 House of Ninjas（2024年2月15日 - 、Netflix） - 辻岡 役[78]
- 七夕の国（2024年7月4日 - 、ディズニープラススター） - 丸神頼之 役[79]
- 地面師たち（2024年7月25日 - 、Netflix） - ナレーション
- インフォーマ -闇を生きる獣たち-（2024年11月7日 - 、ABEMA） - トビオ 役[80]
- 国民クイズ（TBA、Netflix）- K井K一 役[81]
- グラスハート（2025年7月31日 - 、Netflix） - レージ 役[82]
- イクサガミ（2025年11月配信予定、Netflix） - 安藤神兵衛 役[83]

### 舞台
- フル・モンティ（2014年1月31日 - 2月16日、東京国際フォーラム） - ジェリー・ルコウスキー 役[17]
- シティ・オブ・エンジェルズ（英語版）（2018年9月1日 - 9月30日、新国立劇場中劇場・静岡市清水文化会館マリナート大ホール・大阪新歌舞伎座） -  ストーン 役[84][85]
- ペテン師と詐欺師（2019年9月、新橋演舞場） - フレディ・ベンソン 役[86]
- モンティ・パイソンのSPAMALOT（2021年1月18日 - 2月28日、東京建物 Brillia HALL 他） - アーサー王 役

### テレビ番組

#### 紀行番組
- 旅マイスター（2015年4月17日 - 2016年3月25日、TBS） - 旅マイスター（案内役）[87]

#### ドキュメンタリー
- 新・映像の世紀（2015年10月25日 - 2016年3月21日、NHK総合「NHKスペシャル」） - ナレーター
- 岩合光昭の世界ネコ歩き（NHK BSプレミアム） - ナレーター
  - 岩合光昭の世界ネコ歩き メルボルン（2015年12月12日）
  - 岩合光昭の世界ネコ歩き ペルー（2016年4月16日）
- 映像の世紀プレミアム（2016年5月28日 - 2021年12月4日、NHK BSプレミアム） - ナレーター
- ドラゴンクエスト30th 〜そして新たな伝説へ〜（2016年12月29日、NHK総合） - ナレーター・出演
- 明日世界が終わるとしても 虐殺を越え"隣人"に戻るまで〜ルワンダ・佐々木和之（2017年3月16日、NHK BS1） - ナレーター
- 最後の講義 「石黒浩教授」（2017年7月17日、NHK BS1） - ナレーター
- NHKスペシャル（NHK総合）
  - 戦後ゼロ年 東京ブラックホール 1945-1946（2017年8月20日） - 1945年にタイムスリップした男（番組の実質的進行）役
  - 東京ブラックホールII 破壊と創造の1964年（2019年10月13日） - 1964年にタイムスリップした男（番組の実質的進行）役
  - 東京ブラックホールIII 1989-1990 魅惑と罪のバブルの宮殿（2022年5月1日） - タケシ 役[88]
  - ロストフの14秒 日本vsベルギー 知られざる物語（2018年12月8日） - ナレーション
- グレートネイチャーSP 赤道直下40000キロ（NHK BSプレミアム） - 語り（時の旅人）

1. アフリカ大陸 楽園の人々（2018年1月20日）[89]
2. アフリカ 大地を食う（2018年2月17日）[90]
3. インドネシア 島々の鼓動（2018年3月24日）[91]
4. ガラパゴス 進化の島の人間たち（2018年4月14日）

- 映像の世紀 バタフライエフェクト（2022年4月4日 - 2023年3月6日、NHK総合） - ナレーター

#### 教養番組
- 緊急生放送! 山田孝之の元気を送るテレビ（2017年10月6日、テレビ東京）
- 植物に学ぶ生存戦略 話す人・山田孝之（2018年 - 、NHK Eテレ） - 出演

#### バラエティ番組
- 突然ですが占ってもいいですか？（2021年5月19日、フジテレビ）[92]
- まっちゃんねる（2021年6月19日、フジテレビ） - イケメンタル出演

### ネット番組
- 内田朝陽×山田孝之のロードムービープロジェクト「# Trust Yourself」（2016年5月、GoGetterz・YouTube） - 出演・企画・プロデュース
- キコキカク 第5話・第6話（2021年4月23日、Amazon Prime Video）
- ドキュメンタル番外編 イケメンタルfromまっちゃんねる シーズン1（2021年、Amazon Prime Video）

### テレビアニメ
- マヌ〜ルのゆうべ（2018年11月4日 - 、NHK総合「ダーウィンが来た!」内） - マヌルネコのマヌ子ママ 役[93]
- 夜廻り猫（2023年3月14日 - 27日、NHK総合） - 遠藤平蔵 役[94]

### Webアニメ
- 暗黒家族 ワラビさん（2021年7月6日 - 、smash.） - 森野スギオ 役[95]
- リラックマと遊園地（2022年8月25日 - 、Netflix） - ハヤテくん 役[96]
- パンの赤ちゃん（2024年12月6日、YouTube・X） - クロワッサンの⾚ちゃん 役

### 劇場アニメ
- 猫の恩返し（2002年7月20日公開、監督：森田宏幸） - ルーン 役
- DCスーパーヒーローズvs鷹の爪団（2017年10月21日公開、監督：FROGMAN） - バットマン 役
- 犬ヶ島（2018年公開、監督：ウェス・アンダーソン） - 第一ジュニア科学者（Junior Scientist 1）役
- ドラゴンクエスト ユア・ストーリー（2019年8月2日公開、総監督：山崎貴、監督：八木竜一、花房真） - パパス 役[97]
- クレヨンしんちゃん もののけニンジャ珍風伝（2022年4月22日公開、監督：橋本昌和） - イケメン 役[98]
- 屋根裏のラジャー（2023年12月15日公開、監督：百瀬義行） - ジンザン 役[99]
- 名探偵コナン 隻眼の残像（2025年4月18日公開、監督：重原克也） - 大友隆/鷲頭隆 役[100]

### 吹き替え
- エラゴン 遺志を継ぐ者（2006年12月16日公開、監督：シュテフェン・ファンクマイアー（英語版）） - エラゴン 役
- ゴッホ 最期の手紙（2017年11月3日公開、監督：ドロタ・コビエラ（英語版）、ヒュー・ウェルチマン（英語版）） - アルマン・ルーラン 役

### ゲーム
- ドラゴンクエストヒーローズII 双子の王と予言の終わり（2016年5月27日、スクウェア・エニックス） - ツェザール 役[101]

### CM
- 日本コカ・コーラ
  - コカ・コーラ（2002年）[102]
  - ジョージア（2014年 - 2023年3月）
    - 世界は誰かの仕事でできている。（ブランドキャンペーン）
      - 「世界は誰かの仕事でできている。」『マニフェスト』篇（2014年1月27日 - ）[103]
      - 「ジョージア 頑」『ラーメン職人』篇（2014年2月19日 - ）[104]
      - 「ジョージア エメラルドマウンテン プレミアム」『商品開発者』篇（2014年5月27日 - ）[105]
      - 「ジョージア 夏の男冷やします」『海の家従業員』篇（2014年7月1日 - ）[106] 佐野ひなこと共演
      - 「ジョージア シャキーン！」 『銀行員』篇（2014年9月2日 - ）[107]
      - 「ジョージア エメラルドマウンテンブレンド 至福の微糖」『違いに気づく男たち』篇（2014年9月16日 - ）[108]
      - 「ジョージアよ、しみわたれ。」『しみわたる』篇（2014年10月13日 - ）[109]
      - 「ジョージア 三ツ星プレッソ」『シェフ』篇（2015年1月13日 - ）[110]
      - 「ジョージア エメラルドマウンテンブレンド 至福の微糖 」『大工』篇（2015年1月26日 - ）[111]
      - 「ジョージア エメラルドマウンテンブレンド」『コロンビアのカフェテロ達』篇（2015年3月10日 - ）[112]
      - 「ジョージア エメラルドマウンテンブレンド ブラック」『ここだけの話』篇（2015年3月23日 -  ）[112]
      - 「ジョージア ザ・プレミアム」『この国を支える人々』篇、『プレミアムなあいつ』篇（2015年9月1日 - ）[113]
      - 「いつもの冬より、あたたかく。」『電気設備技師』篇（2015年11月16日 - ）[114]
      - 「ジョージア ディープインパクト」『テレビ局AD』篇（2016年1月12日 - ）[115]
      - 「ジョージア エメラルドマウンテン 至福の微糖」『公園施設点検員』篇、「ジョージア エメラルドマウンテン ブラック」『リポートする営業職』篇（2016年3月8日 - ）[116] 岡田圭右と共演
      - 「ジョージア 贅沢生クリームのカフェオレ」『酪農家』篇（2016年3月14日 - ） [117]
      - 「ジョージア ザ・プレミアム 微糖」『プレミアムなあいつ2』篇、『山分け』篇（2016年3月21日 - ）[118]
      - 「今年も日本を、あたたかく。」『電気設備技師』篇（2016年10月17日 - ）[119]
      - 「ジョージア エメラルドマウンテンブレンド」『おつかれ、俺たち。』篇（2017年2月7日 - ） - 新井浩文と共演[120]
      - 「ジョージア ザ･プレミアム」シリーズ『仕事の美学』篇（2017年3月7日 - ）[121]
      - 「ジョージア やさしいカフェオレ」『やさしいオレ』篇（2017年4月11日 - ） 高山侑子と共演[122]
      - 「日本の冬を、アツくする。」『アツいライバル』篇（2017年10月30日 - ） - 新井浩文と共演[123]
      - 「ジョージア ブランドキャンペーン」『つながっている』篇（2018年2月5日 - ） -  染谷将太、山本美月と共演[124]
      - 「ジョージア ブランドキャンペーン」『瀬戸内』編（2018年9月5日 - ）- 池波志乃・中尾彬夫妻と共演
      - 「ジョージア ブランドキャンペーン」『日本の冬はあたたかい』篇（2018年11月5日 - ） - 染谷将太、山本美月と共演[125]
      - 「ジョージア ブランドキャンペーン」『だから私は、がんばれる。』篇（2019年1月22日 - ） - 染谷将太、広瀬アリス、麻生久美子と共演[126]
      - 「ジョージア ブランドキャンペーン」『海の癒し』篇（2019年9月2日 - ）[127]
      - 「ジョージア ブランドキャンペーン」『TOKYO2020 宣言』篇（2020年1月13日 - ） 広瀬アリスと共演[128]
      - 「ジョージア “運だめし”キャンペーン」『当たらない男』篇 （2020年9月7日 - ） - 広瀬アリスと共演[129]
      - 「ジョージア」×「機動戦士ガンダム」キャンペーン 『動かす人』篇（2021年1月11日 - ） -  広瀬アリスと共演[130]
      - 「おうちでCafé GEORGIAキャンペーン」『おうちで カフェジョージア夫婦』篇、『おうちで カフェジョージア妻」篇 、『おうちで カフェジョージア夫」篇（2021年4月19日 - ） - 広瀬アリスと共演[131]
      - 「ジョージア ショット＆ブレイク 微糖」、「ジョージア ショット＆ブレイク ブラック」『登場』篇、『登場篇_微糖』、『登場篇_ブラック』（2021年7月5日 - ）[132]
      - 「“当たり付き” ジョージア キャンペーン」『あれ、何してるの？』篇 （2021年9月6日 - ） - 広瀬アリスと共演[133]。
      - 「ジョージア ホットキャンペーン」『あったか～いの季節』篇 （2021年10月25日 - ） - 広瀬アリス、チャンカワイと共演。漫才コンビ「Wホット」 役[134]
      - 「ジョージア ホットキャンペーン」第2弾『あたためられた芸人』篇 （2021年11月29日 - ） - 広瀬アリス、チャンカワイと共演。漫才コンビ「Wホット」 役[135]

    - あなたが輝く一杯を。（ブランドキャンペーン）
      - 「宣言」篇（2022年1月17日 - ）[136]
      - 「最高のひと息」篇（2022年4月18日 - ）[137]

  - からだおだやか茶W（2022年）
- 日本赤十字社「はたちの献血キャンペーン」（2003年）
- 東洋水産「マルちゃん焼きそば・やきうどん」（2004年）
- 東京地下鉄（2004年 - 2005年）
- 東京電力「TEPCOひかり」（2005年 - 2006年）
- モバスロ「ヱヴァンゲリヲン 〜真実の翼〜」（2010年 - 2011年）
- アサヒフードアンドヘルスケア「クリーム玄米ブラン」（2011年 - 2012年）
- ストーリア→ネイチャーラボ「MARO」（2014年 - 2019年3月）
- ソニー・インタラクティブエンタテインメント「PlayStation 4」（2015年 - 2018年）
- Fablic「FRIL」（2016年 - 2017年）
- 富士通「arrows」（2017年 - 2019年）
- Uber Eats（2020年 - 2021年）
- リクルート「Airワーク」（2021年 - 2023年3月）[138][139]
- アクティビジョン・ブリザード「コール オブ デューティ モダン・ウォーフェアII」（2022年 - 2023年）[140]
- BANDAI SPIRITS「PLAY! PLAY! PLAMO!」（2023年）[141]
- IYAGAMES「おねがい社長!」（2023年）[142]
- キリンビール「スプリングバレー」（2023年 - ）[143]
- イオンフィナンシャルサービス
  - AEON Pay（2023年 - ）
  - イオンカード（2023年 - ）
  - まいふる（2023年 - ）[144]
- 日本たばこ産業「鬼のゆく道」（2024年 - ）[145][146]
- ヤクルト本社「Y1000」（2024年 - ）

### PV
- ORANGE RANGE「シアワセネイロ」（2008年） - ミツル 役
- SBK「white sonata no.8 featuring PES」（2008年）
- 吉井和哉「ビルマニア」（2009年）
- 水曜日のカンパネラ「小野妹子」（2015年） - 小野妹子 役[147]
- Superfly「Good-bye」（2016年） ※ジャケット写真にも出演 [148]

### DVD
- 『大洗にも星はふるなり』 これって全力すぎてスピンオフじゃねえじゃんスペシャル（2009年12月25日、日活） - 杉本 役

### 新聞
- 学生新聞 ※表紙[149]

### その他
- 大英自然史博物館展（2017年3月18日 - 6月11日、国立科学博物館） - 音声ガイド

## ディスコグラフィー
シングル
- 真夏の天使 〜All I want for this Summer is you〜 （2002年7月24日）※「大好き!五つ子4」主題歌
- Choo Choo SHITAIN（2016年9月21日） ※「JINTAKA」名義
- モテモテ♡マーロ（2017年5月26日） ※「山田孝之 with MARO Boyz」名義。自身が出演しているCM「MARO」使用曲。デジタル配信

アルバム
- THIS IS FOR YOU〜THE YELLOW MONKEY TRIBUTE ALBUM（2009年12月9日）※「SEA」のカバーで参加
- 松本隆 作詞活動四十五周年トリビュート『風街であひませう』完全生産限定盤（2015年6月24日）※「はーばーらいと」朗読

参加作品
- フジファブリック「カンヌの休日 feat. 山田孝之」（2017年2月15日） ※ボーカルで参加。ドラマ『山田孝之のカンヌ映画祭』のオープニングテーマ曲
- UVERworld feat. 山田孝之 / 愛笑む from 徳川eq.「来鳥江」（2021年9月1日）

## 監督作品
- ゾッキ（2021年）※竹中直人、齊藤工との共同監督[153]
- MIRRORLIAR FILMS Season3「沙良ちゃんの休日」（2022年5月6日）
- ∞ゾッキ シリーズ（2022年4月3日 - 、BSJapanext、Amazon Prime Video） - 監督（竹中直人・齊藤工と共同）[154]

## プロデュース
- 聖☆おにいさん（2018年[155] - 2020年[156]）※製作総指揮[157]
- デイアンドナイト（2019年）

## 書籍
- 実録山田（2016年3月12日、ワニブックス）ISBN 978-4-8470-9429-3

## 受賞歴
2004年度
- 第28回エランドール賞 新人賞
- 第42回ザテレビジョンドラマアカデミー賞 主演男優賞（『世界の中心で、愛をさけぶ』）

2006年度
- 第48回ザテレビジョンドラマアカデミー賞 主演男優賞（『白夜行』）

2011年度
- 第10回ニューヨーク・アジア映画祭スター・アジア・ライジング・スター賞（『ミロクローゼ』）

2012年度
- 第34回ヨコハマ映画祭 助演男優賞（『その夜の侍』『のぼうの城』『悪の教典』）
- 第17回日本インターネット映画大賞 日本映画部門 助演男優賞（『その夜の侍』『のぼうの城』『悪の教典』）

2016年度
- コンフィデンスアワード・ドラマ賞 年間大賞2016 主演男優賞（『闇金ウシジマくん Season3』『勇者ヨシヒコと導かれし七人』）
- 2016 56th ACC CM FESTIVAL 演技賞（日本コカ・コーラ「ジョージア」）

2018年度
- 第13回コンフィデンスアワード・ドラマ賞・主演男優賞（『dele』）
- コンフィデンスアワード・ドラマ賞年間大賞2018・主演男優賞（『dele』）

2019年度
- Thick body hair大賞受賞

2024年度
- 第48回日本アカデミー賞 優秀助演男優賞（『正体』）